# Vestiges antiques du Grand Wintersberg
Les vestiges antiques du Grand Wintersberg se situent près de Niederbronn-les-Bains (Bas-Rhin) dans le massif des Vosges. Ils comportent un « camp » celtique et le bas-relief de la Liese.

## Le camp celtique

### Description du site
Le camp se situe sur le Ziegenberg, non loin des vestiges romains du temple de Mercure, à côté du château de la Wasenbourg.
Le site est composé d’une enceinte d’environ deux mètres de hauteur. Il s’agit d’un entassement de pierres brutes de taille et de formes variables. Cette enceinte à la forme d’un triangle.
Au-delà de l'enceinte, nous pouvons découvrir un amoncellement d’imposantes dalles de grès. Sur certaines de ces dalles, se dessinent d’étranges signes pouvant parfois se confondre avec l’érosion naturelle du grès. Pourtant, sur l’une d'entre elles, on distingue une longue ligne gravée sur près de 3 mètres de longueur, accompagnée par des cavités circulaires et ovoïdes.
D'autres dalles, comportent également des cavités, peut-être destinées à recevoir des poutres en bois pour un bâti quelconque. Cela pourrait se confirmer, par la présence d'assises semi-circulaires qui ont été taillées dans le coin de certaines dalles.
Des historiens [Lesquels ?] du XIXe siècle, ont aperçu un amoncellement de rochers, comme les vestiges d’un possible dolmen.

### Interprétation
Le camp a d'abord été interprété comme un oppidum, car il offre une position stratégique où aurait pu se réfugier la population et sa superficie est imposante. Mais Beaulieu, souligna que cette hypothèse n'est probablement pas la bonne, car le camp ne dispose d'aucune alimentation eau.
Il propose alors de voir le camp comme un lieu de pratiques druidiques et donc comme un lieu religieux. Les dalles gravées, auraient pu être le théâtre de sacrifices rituels ; la rigole et les cavités auraient ainsi servi, selon Beaulieu, à recueillir le sang des sacrifiés. Mais la faible profondeur de la rigole semble aller toutefois à l’encontre de cette hypothèse. On ne peut pas pour autant exclure que ce lieu ait occupé une place importante dans la vie spirituelle gauloise car, à moins d’un kilomètre de là, se trouve une importante sculpture, La Liese, qui confirme le caractère sacré des environs de Niederbronn.
Toutefois, l'hypothèse la plus probable est celle d'un lieu sacré, car aucun ustensile n'a été trouvé, ce qui fait dire à Charles Mathis que ce site n'était pas un lieu servant d'habitat et les dimensions du site excluent également l'hypothèse d'un oppidum celte ou d'une enceinte militaire.

## La Liese

### Description

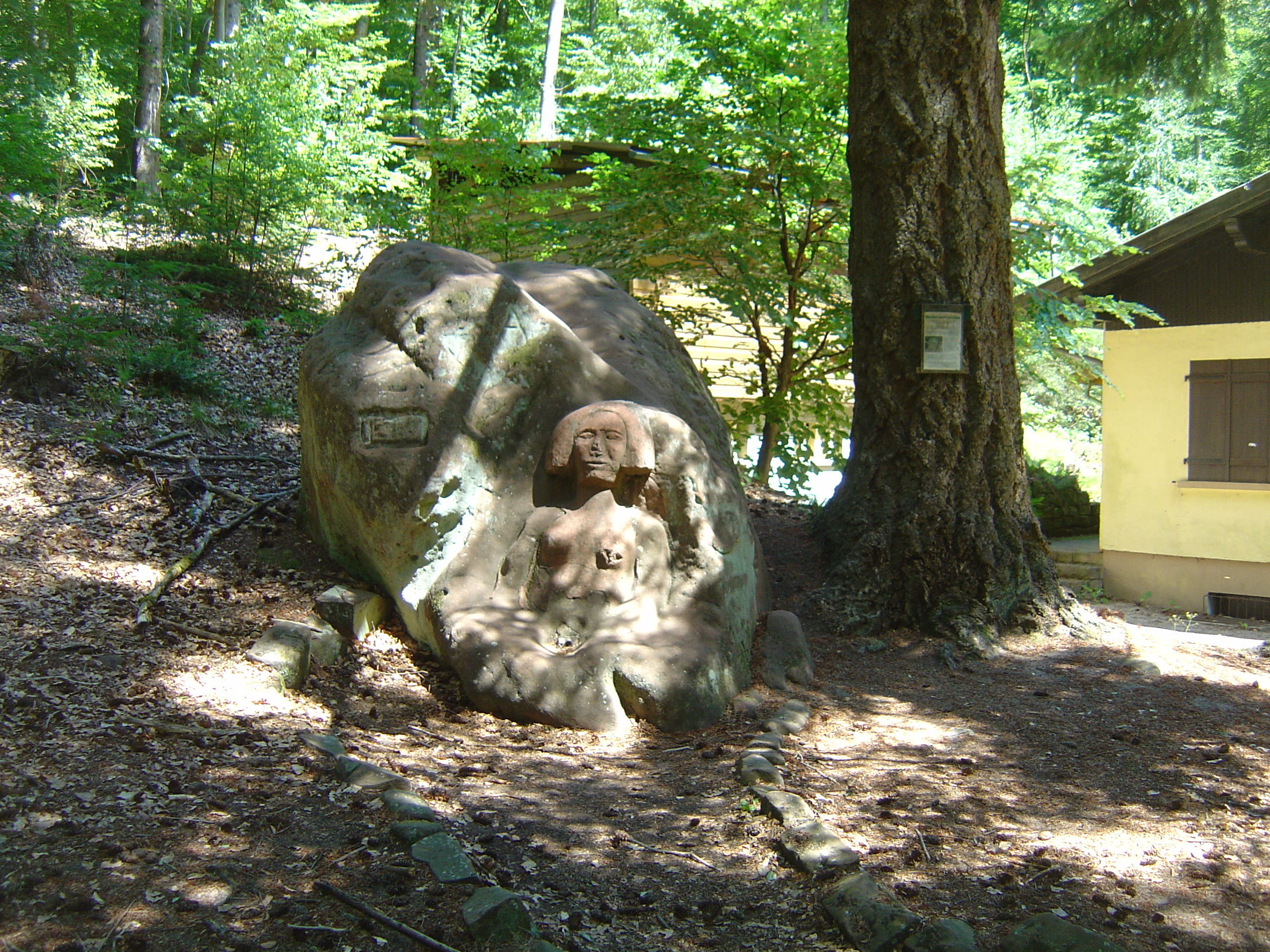
La Liese, rocher énigmatique.

La Liese est un bas-relief représentant une jeune fille, revêtant un style un peu égyptien, immortalisée dans un rocher. La sculpture daterait de l’époque gallo-romaine, voire celtique. Détruite vers 1944 par des troupes américaines, et restaurée assez maladroitement dans les années 1970, elle n’a malheureusement plus grand chose à voir avec ce qu'elle était à l'origine. Il nous reste, tout de même quelques dessins.
À la fin du XIXe siècle, des fouilles ont permis de mettre au jour de nombreux charbons de bois ainsi qu’une dalle contenant un bassin, au pied de la statue. Ce bassin recevait probablement l’eau qui coulait sur la statue. En effet, d'après la tradition orale, un culte de la fertilité était pratiqué. On parlait de la Liese comme d’un Rutschfelsen (« rocher glissant »). Les jeunes femmes grimpaient sur le rocher et se laissaient glisser jusqu’au sol. Celles qui réussissaient pouvaient voir leur souhait (qui est de donner naissance à un enfant) se réaliser. Des cultes celtes et gallo-romains aux dieux de l’eau sont documentés depuis longtemps dans la région, ce qui pourrait donc confirmer son « pouvoir » fertilisant.

### Légendes
Une légende, récente, nous dit : Liese était une belle jeune fille aux yeux bleus et aux beaux cheveux roux. Un jeune noble était amoureux d’elle. Lorsque la belle Liese préféra un simple artisan, il ne put le supporter. Il fit assassiner l’artisan et le fit jeter dans un puits profond.
Une autre légende nous raconte : un légionnaire de Jules César stationné en Égypte y épousa une fille du pays. Ils eurent une fille qu’ils appelèrent Isis. Après la mort de ses parents, Isis rencontra un jeune homme qu’elle suivit à travers les mers jusqu’en Alsace. Mais le mal du pays fut plus fort que l’amour, et Isis retourna en Égypte. Le jeune homme, accablé par la tristesse, grava sa belle Isis sur un rocher pour ne jamais l’oublier.
D'autres légendes sont également attribuées à cette sculpture, qui garde tout son mystère.

### Interprétation
Le chercheur Charles Mathis nous dit à propos de la Liese : « C’est l’image d’une déesse dont la tête est couronnée et qui porte un bassin sur ses genoux. C’est ici que les jeunes venaient rendre hommage à la déesse Astarté ».
Beaulieu voit, la Liese, comme une divinité celte locale, Abnoba (déesse initialement liée au massif de la Forêt Noire). Mais, si l’œuvre date de l’époque romaine, il s’agirait davantage de la représentation de la déesse Diane. Enfin, la forme singulière de la coiffure, évoquant les perruques égyptiennes, a forgé l’hypothèse d’un culte à la déesse Isis. Ce qui pourrait être possible, vu la diffusion des cultes Isiaques dans l'Empire Romain (découverte de statues d'Osiris et d'Isis, etc., en Alsace). De plus, une source se nommant, source du Nil, se situe tout près de la Liese.
Elle aurait pu représenter plusieurs de ces divinités, à travers les époques et les civilisations qui l'ont côtoyées.